# Gonomyia (Gonomyia) emphysema
Gonomyia (Gonomyia) emphysema is een tweevleugelige uit de familie steltmuggen (Limoniidae). De soort komt voor in het Oriëntaals gebied.